# ضريح موسولوس

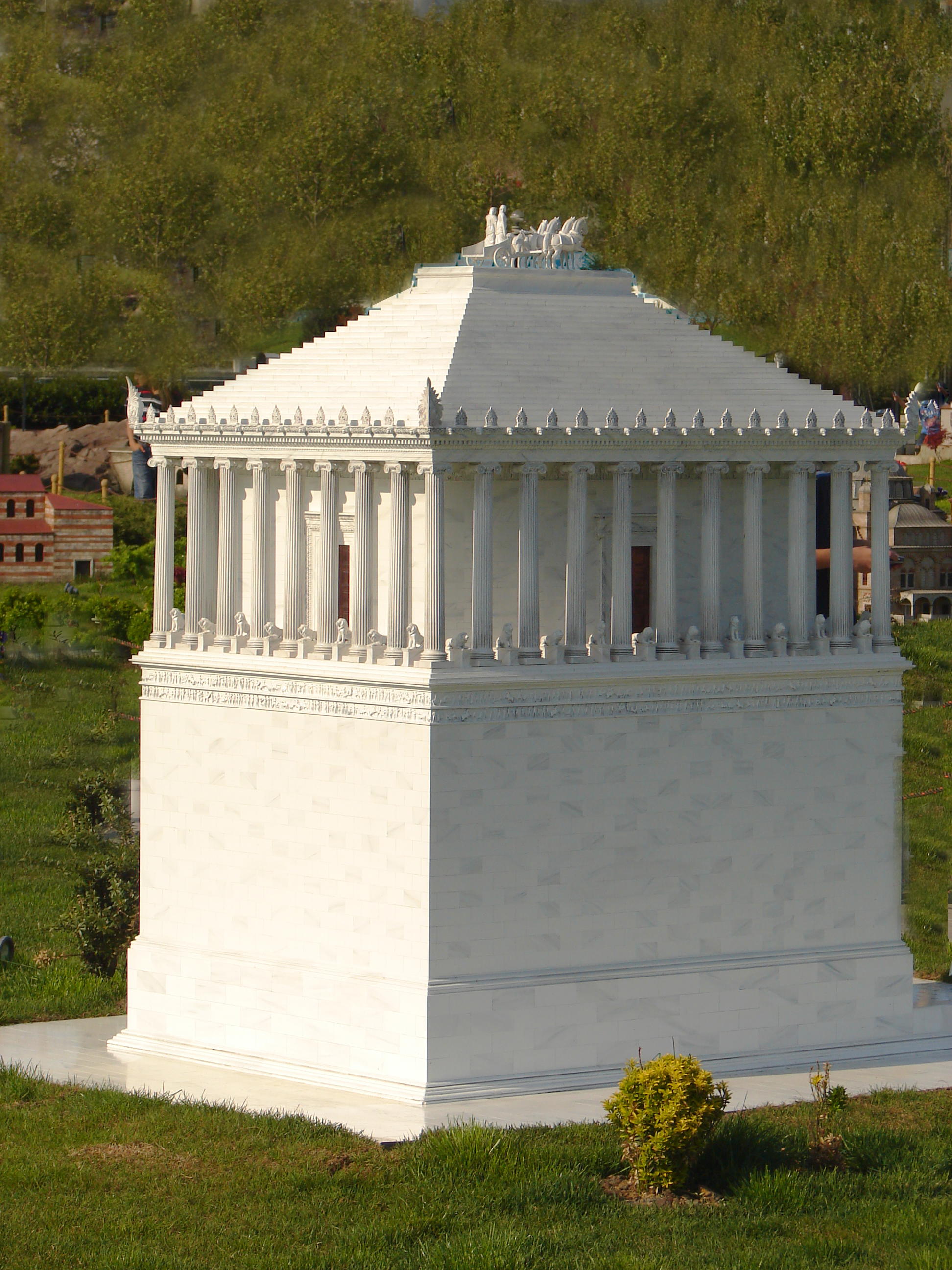
نموذج لقبر موسولوس من حديقة ميني تورك في إسطنبول

اتخذ الملك اليوناني القديم موسولوس في عام 337 ق.م. من مدينة هليكارناسوس (بودروم حالياً) عاصمة لمملكته كاريا التي تقع غرب الأناضول (تركيا حاليا)، تمتع هذا الملك بشهرة واسعة في عصره حيث كان ميالا لحياة البذخ والترف، مما دفعه لأن يشيد لنفسه وهو على قيد الحياة ضريحا فخمًا يتناسب مع مكانته، والذي سرعان ماعتبر من عجائب الدنيا السبع القديمة لضخامته، ونقوشه الباهظة التكاليف، وزخارفها التي تتسم بالبذخ والعظمة. 
أطلق على هذا البناء في ذلك الوقت (موسوليوم). وفي العصر الروماني أصبحت كلمة «موزوول» (موسول) لفظا عاما يعني أي مقبرة ضخمة، حتى أن تلك الكلمة أيضا أصبحت ترجمتها بالعربية في العصر الحالي ضريح، حيث يطلق على أي مقبرة ذات تصميمات معمارية ضخمة. 
يذهب بعض الباحثين إلى الاعتقاد بأن زوجة الملك موسولوس التي كانت تدعى «آرتميس الثانية» (Artemisia II) هي التي شيدت لزوجها الضريح بعد وفاته. كان الضريح الذي لم يتبق منه شيء اليوم، عبارة عن بناء مستطيل الشكل، ارتفاعه الكلي يبلغ حوالي 45 مترا، يتكون من ثلاثة أجزاء. المستوى السفلي منه عبارة عن قاعة ضخمة من الرخام الأبيض، يليه المستوى الثاني الذي يوجد به 36 عمودًا، موزعة على جميع أجزاء البناء، تحمل تلك الأعمدة سقفا على شكل هرم مدرج، تعلوه عربة فاخرة ذات أربعة جياد. 
ما يميز الضريح الأعجوبة هو النقوش البارزة، والزخارف المنحوتة والتماثيل المتفاوتة الأحجام على الأعمدة، وعلى جميع أركان الضريح، التي كانت تحكي قصصا مصورة لبعض المعارك الأسطورية، كما يوجد بقاعدته دهليز يؤدي إلى غرفة بها الكثير من الكنوز والتحف الذهبية، كذلك كانت رفاة وعظام موسولوس التي تم حرقها طبقا للطقوس اليونانية، ملفوفة في قماش مطرز بالذهب، موضوعة داخل تابوت من الرخام الأبيض الفاخر. يوجد الآن مسجد في نفس المنطقة التي كان يوجد بها الضريح.